# Vivacious Lady

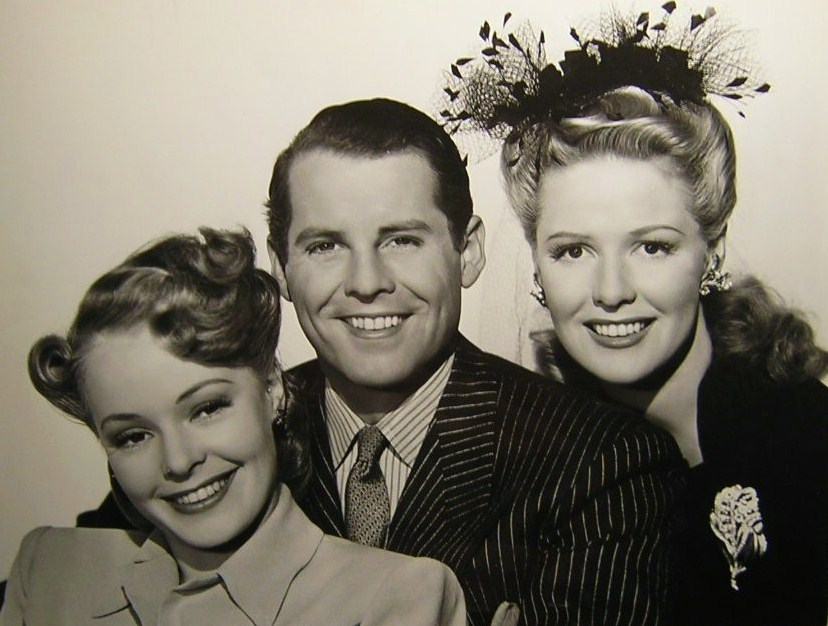
James Ellison (entre Virginia Gilmore e Janis Carter) é mais lembrado pelos faroestes B, mas atuou também no clássico I Walked with a Zombie.

Vivacious Lady (bra: Que Papai Não Saiba, ou A Vivaldina; prt: Casamento em Segredo) é um filme estadunidense de 1938, do gênero comédia romântica, dirigido por George Stevens, com roteiro de P. J. Wolfson e Ernest Pagano baseado no conto "Vivacious Lady", de I. A. R. Wylie, publicado na Pictorial Review em outubro de 1936.
Estrelado por Ginger Rogers e James Stewart, foi considerado por muitos uma das melhores comédias da RKO na década.

## Prêmios e indicações
| Prêmio     | Categoria             | Recipiente        | Situação |
| ---------- | --------------------- | ----------------- | -------- |
| Oscar 1939 | Melhor fotografia     | Robert de Grasse  | Indicado |
| Oscar 1939 | Melhor mixagem de som | Hugh McDowell Jr. | Indicado |

## Elenco
| Ator/Atriz        | Personagem                 |
| ----------------- | -------------------------- |
| Ginger Rogers     | Francey Morgan             |
| James Stewart     | Professor Peter Morgan Jr. |
| James Ellison     | Keith Morgan               |
| Beulah Bondi      | Senhora Martha Morgan      |
| Charles Coburn    | Senhor Morgan              |
| Frances Mercer    | Helen                      |
| Phyllis Kennedy   | Jenny                      |
| Franklin Pangborn | Administrador da pensão    |
| Grady Sutton      | Culpepper                  |
| Jack Carson       | Charlie                    |
| Alec Craig        | Joseph                     |
| Willie Best       | Carregador do trem         |

## Sinopse
Professor de botânica casa-se por impulso com cantora de nightclub e volta para sua pequena cidade natal. O maior obstáculo para a felicidade do jovem casal é o pai do professor, um cavalheiro  erudito e cheio de formalidades, que é também o diretor da universidade local. A inabilidade do professor em contar as novidades ao pai leva a uma sucessão de situações desagradáveis e embaraçosas, inclusive uma clássica briga entre sua esposa e sua ex-noiva no baile de formatura.